# براندون وین

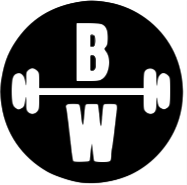
لگوی براندون وین

براندون وین (به انگلیسی: Brandon Wynn) ژیمناست زادهٔ ۴ نوامبر ۱۹۸۸ میلادی اهل کشور ایالات متحده آمریکا است.